# Kleingebiet Balatonalmádi
Das Kleingebiet Balatonalmádi (ungarisch Balatonalmádi kistérség) war eine ungarische Verwaltungseinheit (LAU 1) innerhalb des Komitat Veszprém in Mitteltransdanubien. Im Zuge der Verwaltungsreform wurden Anfang 2013 acht Ortschaften in den nachfolgenden Kreis  Balatonalmádi (ungarisch Balatonalmádi járás) übernommen, die Gemeinde Alsóörs wechselte in den Kreis Balatonfüred, die Gemeinde Szentkirályszabadja in den Kreis Veszprém. Die Gemeinde Balatonvilágos wurde zum gleichen Zeitpunkt dem Kreis Siófok im Komitat Somogy zugeordnet.
Im Kleingebiet Balatonalmádi lebten Ende 2012 auf einer Fläche von 29,38 km² 27.183 Einwohner, die Bevölkerungsdichte war mit 93 Einwohnern/km² höher als der Komitatsdurchschnitt von 78 Einwohnern/km².
Der Verwaltungssitz befand sich in Balatonalmádi.

## Städte
- Balatonalmádi (8.506 Ew.)
- Balatonfűzfő (4.248 Ew.)
- Balatonkenese (3.334 Ew.)

## Gemeinden
Die folgenden Gemeinden gehörten zum Kleingebiet Balatonalmádi:
| Alsóörs | Balatonfőkajár      | Balatonvilágos |
| Csajág  | Felsőörs            | Küngös         |
| Litér   | Szentkirályszabadja |                |